# Wolfgang Hasenfuss
Wolfgang (Volfgangs) Hasenfuss (Hazenfuss) (1900 - 1944), fou un jugador d'escacs germanobàltic de Letònia.

## Resultats destacats en competició
El 1932 fou 6è a Riga (campió: Vladimirs Petrovs); el 1934 fou 4t al Campionat d'escacs de Letònia, a Riga (guanyaren ex aequo Fricis Apšenieks i Petrovs); el 1937 empatà als llocs 17è-18è al fort torneig de Kemeri (guanyaren Samuel Reshevsky, Petrovs i Salo Flohr); i el 1939 fou 10è a Kemeri / Riga (campió: Flohr).

### Olimpíades d'escacs
Hasenfuss va defensar Letònia a les tres Olimpíades d'escacs jugades entre el 1931 i el 1935, i també a la III Olimpíada no oficial de Múnic 1936. El 1931 va guanyar una medalla de bronze individual per la seva actuació al cinquè tauler (primer suplent):
| Any  | Olimpíada                | Ciutat     | Tauler     | Guanyades | Perdudes | Taules |
| ---- | ------------------------ | ---------- | ---------- | --------- | -------- | ------ |
| 1931 | IV Olimpíada             | Praga      | 1r suplent | 7         | 3        | 1      |
| 1933 | V Olimpíada              | Folkestone | 4t         | 5         | 6        | 3      |
| 1935 | VI Olimpíada             | Varsòvia   | 4t         | 4         | 4        | 4      |
| 1936 | III Olimpíada no oficial | Múnic      | 5è         | 7         | 7        | 3      |